# La Chapelle-Yvon

La Chapelle-Yvon este o comună în departamentul Calvados, Franța. În 1 ianuarie 2018 avea o populație de 550 de locuitori.